# Leonid Kolumbet
Leonid Fedorowytsch Kolumbet (ukrainisch Леонід Федорович Колумбет; russisch Леонид Фёдорович Колумбет; * 14. Oktober 1937 in Kiew; † 2. Mai 1983 ebenda) war ein ukrainischer Radrennfahrer und nationaler Meister im Radsport.

## Sportliche Laufbahn
Kolumbet war im Bahnradsport und im Straßenradsport aktiv. Er war Teilnehmer der Olympischen Sommerspiele 1960 in Rom. Dort gewannen Arnold Belgardt, Stanislaw Moskwin, Leonid Kolumbet und Wiktor Romanow die Bronzemedaille in der Mannschaftsverfolgung. Bei den Sommerspielen 1964 in Tokio belegte er mit Arnold Belgardt, Stanislaw Moskwin und Dzintars Lācis den 5. Platz in der Mannschaftsverfolgung.
Bei den UCI-Bahn-Weltmeisterschaften 1962 holten Arnold Belgardt, Stanislaw Moskwin, Leonid Kolumbet und Wiktor Romanow die Bronzemedaille in der Mannschaftsverfolgung. 1964 gewannen Arnold Belgardt, Stanislaw Moskwin, Leonid Kolumbet und Sergei Tereschtschenkow erneut Bronze bei der Weltmeisterschaft.
1957, 1958 und 1964 gewann er die nationale Meisterschaft in der Mannschaftsverfolgung. Im Straßenradsport gewann er 1953 die nationale Meisterschaft im Einzelrennen.

## Familiäres
Sein Bruder Mykola Kolumbet war ebenfalls Radrennfahrer.